# Ontherus cambeforti
Ontherus cambeforti là một loài bọ cánh cứng trong họ Bọ hung (Scarabaeidae).